# Islamismo

El papel que el ordenamiento legislativo otorga a la religión es de grado diferente en cada uno de los países musulmanes; aunque las declaraciones constitucionales pueden quedar desfasadas por la realidad (por ejemplo, Turquía sigue siendo oficialmente laica a pesar de que su gobierno sea "islamista moderado", mientras que Sudán sigue sin tener una declaración constitucional islámica, pese a que su gobierno sea "islamista radical"). Tampoco puede identificarse con su amistad o enemistad con las potencias occidentales: las monarquías del Golfo (monarquías islámicas) están entre los principales aliados de Estados Unidos, mientras que Irán (república islámica) figura entre sus principales enemigos.
Estado islámico
Estado confesional
Sin declaración
Estado laico

Países con más de 47% de población musulmana. Principales escuelas y ramas del islam:
Sunníes
Chiíes
Ibadíes

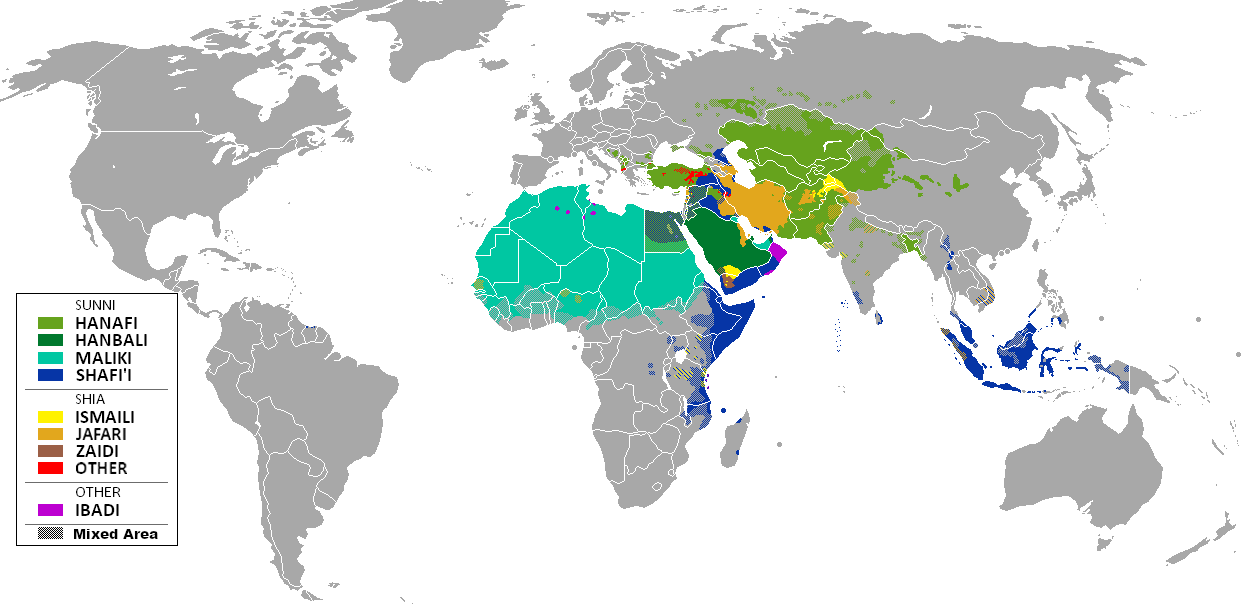
Zonas donde predomina una determinada madhab (escuela de interpretación del islam, aplicadas particularmente en aspectos legales -sharia, fiqh-), aunque es habitual la presencia de varias. Entre los sunníes se consideran ortodoxas cuatro principales mahdab mutuamente reconocidas, de las que la hanbalí es la más rígida y la shafi'í la menos rígida. Entre los chiíes predomina la mahdab jafarí.

La palabra Alá ("Dios"), en caligrafía árabe y color verde (color político identificado con el islam). Los emblemas utilizados más frecuentemente por los países islámicos contienen el creciente (media luna) y la estrella.

La shahada (profesión de fe musulmana: Lā 'ilāha 'illā-llāhu Muhammadun rasūlu-llāh -"no hay más dios que Alá y Mahoma es su profeta"-), en caligrafía árabe y color blanco sobre fondo negro (el color del estandarte de Mahoma -rāyat al-sawdā-), emblema utilizado por muchos movimientos islamistas. Abreviada y con algunas adiciones, es usada como bandera por el Estado Islámico.

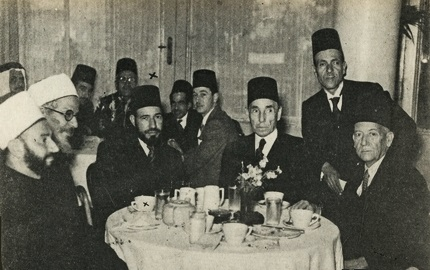
Reunión de líderes políticos y religiosos de distintos países árabes en 1947 en El Cairo. En el centro, con fez oscuro, barba y bigote, Hassan al-Banna, fundador de los Hermanos Musulmanes.

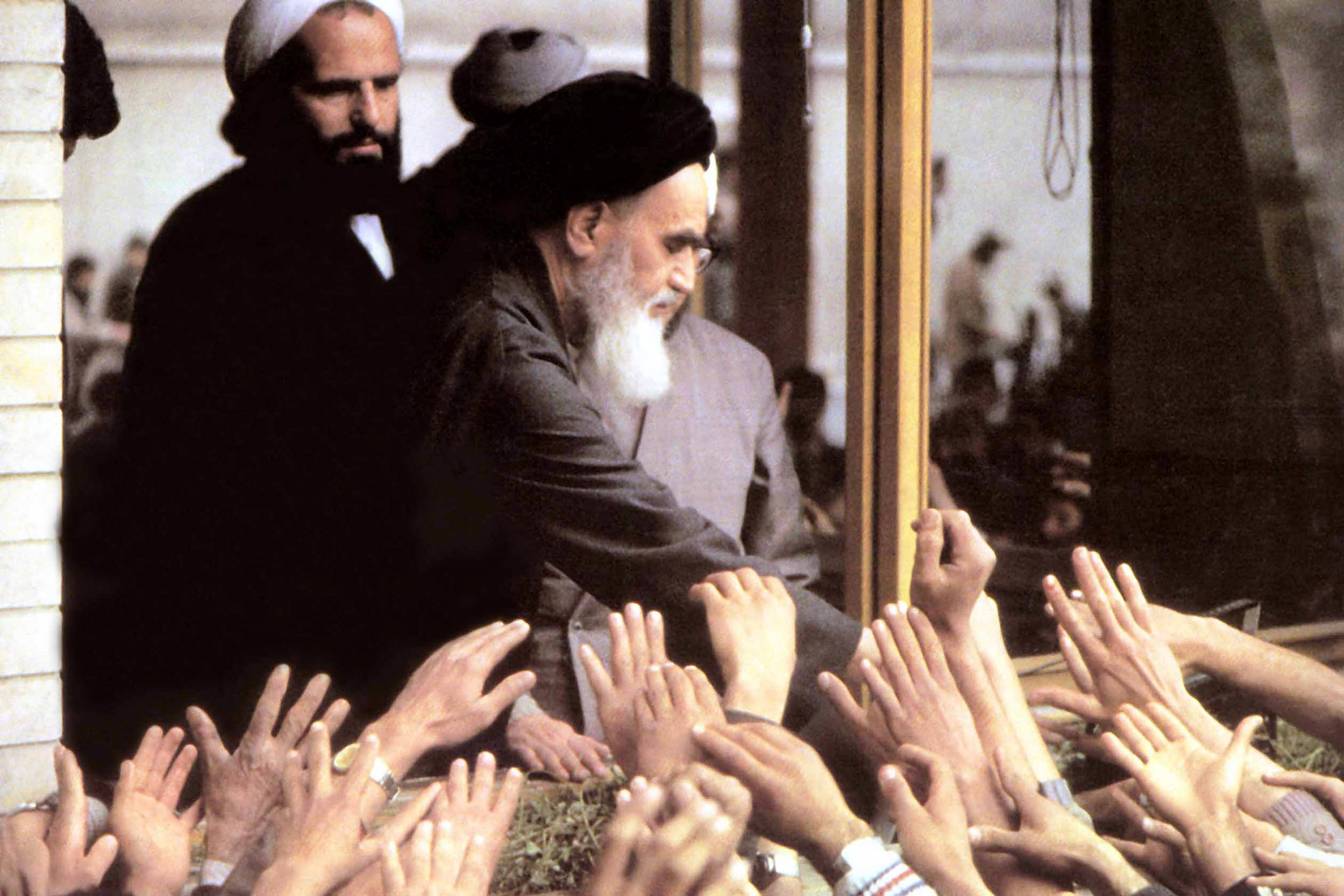
Recibimiento popular al ayatolá Jomeiní durante la revolución islámica iraní (1979).

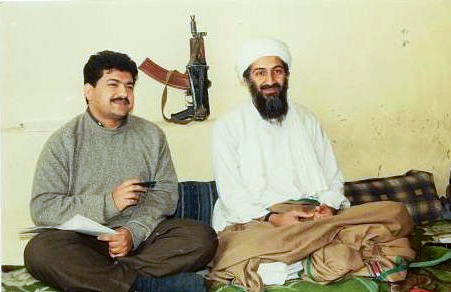
El periodista pakistaní Hamid Mir entrevistando a Osama bin Laden (ca. 1997).

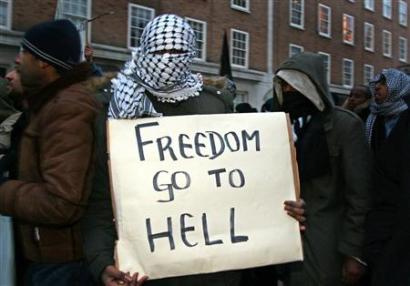
Protesta en Londres (2006) contra las caricaturas de Mahoma. El cartel, que lleva un manifestante embozado con un pañuelo palestino, dice en inglés: «Libertad, vete al infierno.»

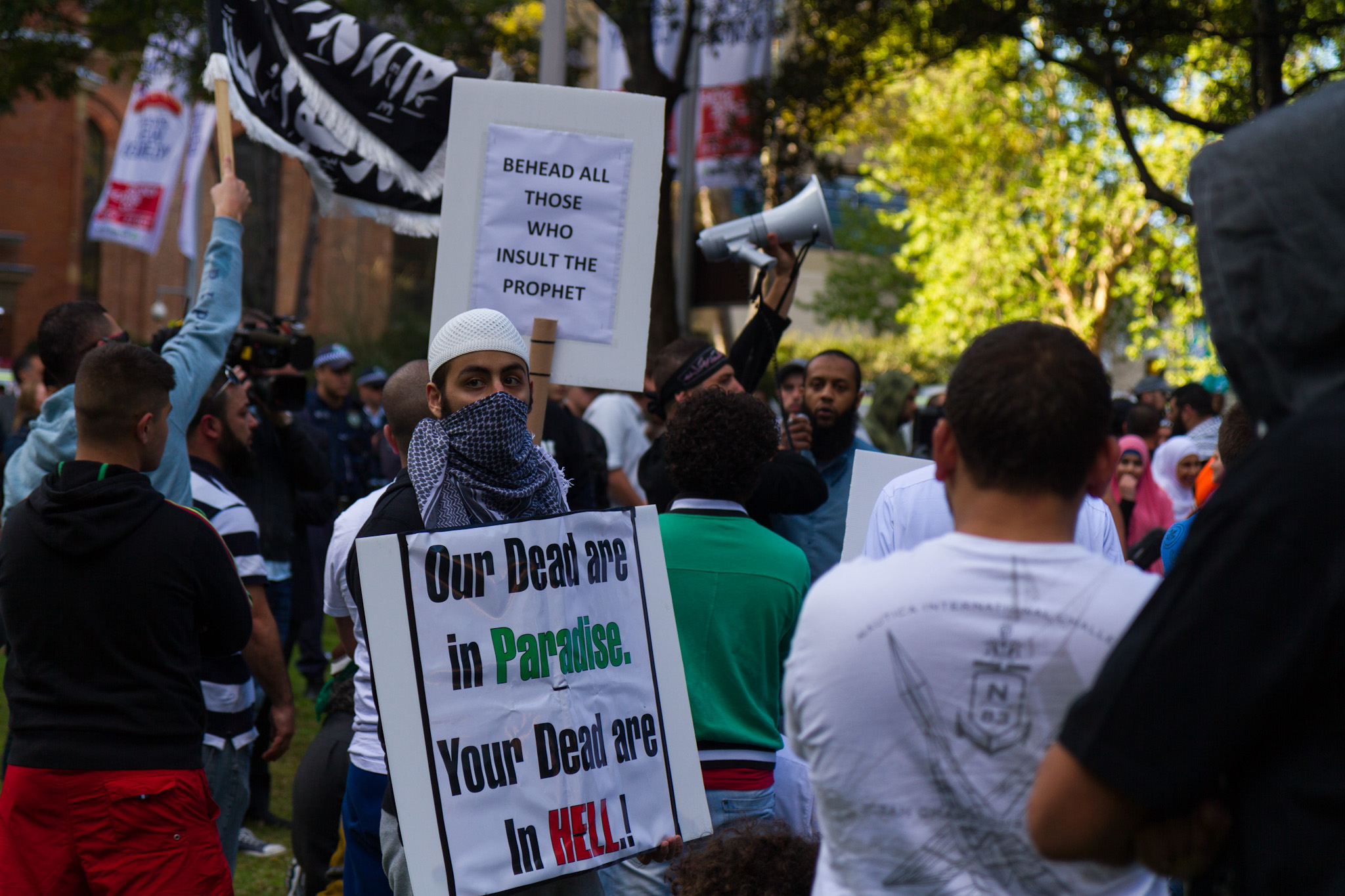
Islamistas en Hyde Park de Sídney (2012), llevando carteles con las consignas «Decapiten a todos los que insulten al profeta» y «Nuestros muertos están en el paraíso. ¡Tus muertos están en el infierno!»

El islamismo (en árabe: الإسلامية‎, romanizado: al-ʾislāmiyyah; o también en árabe: إسلام سياسي‎, romanizado: ʾIslām siyāsī, lit. 'islam político') es un conjunto heterogéneo de movimientos políticos cuya ideología y programa político consiste esencialmente en la adaptación de la vida política a las reglas (mandatos) religiosos del islam. El Diccionario de la lengua española define «islamismo» en su segunda acepción como la «Ideología que subyace al fundamentalismo islámico.» 
No debería confundirse lo «islámico» o lo «musulmán» (términos que designan a todo lo relativo al islam) con lo «islamista» (lo relativo al islamismo); ni cualquiera de estos términos con el tradicionalismo o el conservadurismo dentro de lo islámico. Un «musulmán tradicionalista» o «musulmán conservador» es el que rechaza las interpretaciones liberales o progresistas del islam o la modernidad —es posible ser musulmán «tradicional» o «conservador» sin ser islamista, y viceversa, puesto que el uso en ese contexto de los términos «tradicional» y «conservador» se refiere en principio a las costumbres y cultura islámica tradicionales, además de que el islamismo se presenta a sí mismo como un factor de regeneración, y no de atraso—). 
Se ha señalado la estigmatización que supone identificar como un todo el islam político con el terrorismo islámico o yihadismo (así como identificar sin más el concepto religioso de la yihad con la violencia política o religiosa —islam y violencia—, a lo árabe con lo islámico y a su civilización como particularmente religiosa o más fanatizadora que otras). En un sentido opuesto, se ha señalado que ignorar la profundidad de lo religioso en el mundo islámico es una manifestación de corrección política.

El islamismo tiene una seña de identidad clara que es la adopción de la sharía, del conjunto de normas basadas en el Corán y en las sentencias del profeta, con el objeto de mantener o forjar un orden social regido en su totalidad por el principio de "ordenar el bien y prohibir el mal" cuyo contenido marcan los textos sagrados. Fue el programa tradicional de los Hermanos Musulmanes de Egipto, (...) y lo es hoy de los principales movimientos islamistas en el mundo. (...) Partido islámico o simplemente musulmán sería una calificación más ajustada (...) [para los que proponen una] Constitución democrática y (...) el pluralismo político.
Antonio Elorza.

El islam es religión y es Estado.
Heinz Halm

El verdadero musulmán afirma que Alá le protege; el islamista considera que es él quien debe proteger a Alá.
Sanaa el Aji

El espectro político de los movimientos y partidos políticos calificados de "islamistas" es muy amplio; aunque es difícilmente comparable con ningún movimiento religioso o político occidental, cuyas denominaciones se le aplican (democracia islámica, socialismo árabe, islamofascismo -este último, de forma muy peyorativa-), abarca desde los que mantienen principios demócratas y moderados, hasta postulados extremistas y radicales. Dentro del islam político, además de las diferencias ideológicas entre la moderación (islamismo moderado) y la radicalidad (islamismo radical: integrismo islámico, fundamentalismo islámico, panislamismo, yihadismo), pueden distinguirse las diferencias entre los movimientos políticos islamistas desarrollados dentro de cada una de las escuelas y ramas del islam (simplificadamente, las dos principales: el sunnismo y el chiismo): En la rama suní, el salafismo o wahabismo dio lugar a numerosos grupos, como los Hermanos Musulmanes, Tabligh o el movimiento talibán. Algunas organizaciones violentas afines a esta rama son el Estado Islámico (Daesh), Al Qaeda, Boko Haram, Hamás, Yihad Islámica, Jemaa Islamiya o el Grupo Salafista para la Predicación y el Combate. En la rama chií, destacan los grupos "jomeinistas", liderados por la República Islámica de Irán, como Hezbolá.

## Historia del término
Islamism aparece por primera vez en inglés en 1712; y en francés islamisme aparece también en el siglo XVIII, usándolo Voltaire en lugar de mahometisme para denominar la "religión de los musulmanes". En español, "Islamismo" aparece en el DRAE de 1787: "ft. Islamisme, Lat. Mahometána superstítio, lo mismo que mahometismo".
Ese fue el uso más habitual del término en autores del siglo XIX, como Alexis de Tocqueville (1838) o Ernest Renan (1883), y únicamente a partir del siglo XX, especialmente desde la época de la Primera Guerra Mundial, empieza a ser habitual emplear la palabra árabe islam, a medida que los estudiosos occidentales (islamólogos, arabistas y orientalistas) promocionan el término que los musulmanes utilizan para designar su propia religión. El término "islamismo" ya no aparece en la Encyclopædia of Islam (1913-1938), y en esos años deja de usarse virtualmente en la lengua inglesa.
Reaparece en Francia a finales de los años 1970 para responder a la necesidad de definir las nuevas corrientes, que dan una interpretación política e ideológica del islam, y diferenciarlas del islam en tanto que religión. Para el islamólogo Bruno Étienne, la acepción actual del término "islamismo" puede resumirse como "la utilización política de temas musulmanes movilizados en reacción a la occidentalización, considerada como agresiva hacia la identidad árabe-musulmana" y "percibida como una protesta antimoderna" por los que no siguen esta ideología siendo posible también utilizarlo en conjunción con calificativos como "islamismo radical".
En los años 1980 el término migra del francés al inglés, y hacia finales del siglo XX en el ámbito académico había reemplazado a expresiones como "fundamentalismo islámico", antes muy usadas. Al comienzo parecía verse como un término más adecuado para los autores que simpatizaban con los nuevos movimientos islamistas, o al menos que no querían utilizar términos de rasgos peyorativos (como "fundamentalismo"); pero a medida que ganaba popularidad, pasó a asociarse con grupos violentos como el movimiento talibán o el GIA, hasta el punto que en el uso actual en Estados Unidos, islamism e islamic fundamentalism se consideran sinónimos. El Council on American–Islamic Relations ("Consejo sobre las relaciones islámico-estadounidenses" -CAIR-) se quejó de que el AP Stylebook ("libro de estilo" de Associated Press), que inicialmente definía "islamista" como "el que apoya el gobierno según las leyes del islam [y] que ve el Corán como modelo político" hubiera dado paso a su identificación con "extremista islámico" o, peyorativamente, con "los musulmanes que no nos gustan". En la actualidad lo define como "el que aboga o apoya un movimiento político que favorece la reordenación de gobierno y sociedad de acuerdo con las leyes prescritas por el islam. No debe usarse como sinónimo de combatiente, militante, extremista o radical islámico, que pueden o no ser islamistas. Cuando sea posible, especifíquese y úsese el nombre de la entidad: al-Qaida (o vinculación con al-Qaida), Hezbollah, Taliban, etc. Los que ven el Corán como un modelo político engloban un amplio rango de musulmanes, desde políticos de partidos mayoritarios hasta los militantes conocidos como yihadistas".
El uso del término no es bien acogido por los propios "islamistas", que prefieren considerarse a sí mismos simplemente como "musulmanes", como defienden el ayatolá Mohammad Hussein Fadlallah, líder espiritual de Hezbolá, o Abbassi Madani, líder del Frente Islámico de Salvación.

## Nacimiento, extensión y consolidación del movimiento islamista
La condición original del movimiento islamista difiere según el punto de vista de cada estudioso que lo analiza: para algunos, como Daniel Pipes, es una ideología moderna, que debe más a los "ismos" e ideologías utópicas europeas que a la religión islámica tradicional; para otros, como Bernard Lewis, conecta estrechamente con las tradiciones políticas islámicas, que siempre habrían oscilado entre el "quietismo" y el "activismo".

Los argumentos en favor de ambas [tradiciones -activista y quietista-] están basadas, como los más tempranos argumentos islámicos, en el Libro Sagrado y en las acciones y dichos del Profeta. La tradición quietista obviamente descansa en el Profeta como soberano, como juez y como estadista. Pero antes de que el Profeta llegara a ser un jefe de Estado, fue un rebelde. Antes de salir de la Meca a Medina, dond se convirtió en soberano, era un oponente al orden establecido. Lideró una oposición contra la oligarquía pagana de La Meca y, en cierto momento se exilió y formó lo que en el lenguaje moderno podría llamarse un "gobierno en el exilio", con el que finalmente fue capaz de volver triunfante a su lugar natal y establecer el Estado islámico en La Meca. ... El profeta como rebelde ha proporcionado una suerte de paradigma de revolución-oposición y rechazo, retirada y partida, exilio y regreso. Una y otra vez los movimientos opositores en la historia islámica han intentado repetir este patrón, unos pocos de ellos con éxito.
Lewis

El precursor más importante del islamismo contemporáneo es la organización Hermanos Musulmanes, fundada en Egipto en 1928. Movimientos de tipo similar se extendieron en los años treinta a Líbano y Siria, y más tarde a Jordania, Sudán, Irak e Irán. Fueron experimentando un auge creciente desde los años ochenta del siglo XX, fruto, por una parte, del fracaso del modelo denominado socialismo árabe o nacionalismo árabe, encarnado por el partido Baaz (en Siria e Irak) o por el naserismo (en Egipto); y por otra del triunfo de la revolución islámica en Irán. Actualmente el islamismo está representado en todos los países con amplios sectores de población musulmana.
Determinante para el desarrollo del islamismo en cada país fue su diferente posición histórica en el complejo contexto de la guerra fría (1945-1989), simultánea a los procesos de descolonización y al inicio del conflicto árabe-israelí, así como la presencia o ausencia de múltiples factores geopolíticos, como la posesión o no de petróleo, la mayor o menor injerencia occidental (colonialismo, imperialismo, neocolonialismo, neoimperialismo), etc.
Al contrario de lo que pudiera parecer en una visión simplificada, el islamismo político no implanta filiales en cada país a partir de una casa matriz; aunque en un principio hubiera una influencia ideológica y de identidad fuerte, más o menos rápidamente se desarrollaban en cada organización distintas versiones del islamismo que se ajustaban a la realidad de cada país, llegando a tener grandes diferencias o rivalidades, e incluso llegando a la enemistad y militancia en bandos opuestos en conflictos armados; no obstante, un punto en común de todos los movimientos islamistas es su objetivo último de construir un Estado en el que la legitimidad sea religiosa, y su vocación de lucha contra la injerencia occidental.
Frente a la identificación entre islamismo y fundamentalismo, algunos autores, como Raymond W. Baker, Olivier Roy o Gilles Kepel denominan "post-islamismo" o "nuevo islamismo" a la reconstrucción o reinvención del islam político o del islamismo, en el sentido de un movimiento social que renuncia al extremismo en favor de una reforma cultural de largo alcance, que busca la esencia democrática del Islam y cierta separación entre religión y sociedad civil. Otros, insistiendo en tal identificación, niegan la posibilidad de un "islamismo moderado".

El islamista moderado no existe; seria como hablar de nazis moderados.
Robert Redeker

Por otro lado, se ha señalado la creciente interdependencia entre el islamismo, cuya cultura política puede no ser democrática, y las elecciones, que los islamistas necesitan para mantener su legitimidad, y que no pueden considerarse democráticas si excluyen a los principales grupos islamistas.

Desde ... finales de 2010, el islam político y la democracia se han hecho crecientemente interdependientes. El debate sobre si son compatibles es ahora virtualmente obsoleto. No pueden sobrevivir uno sin el otro.
Olivier Roy

## Orígenes del islamismo político

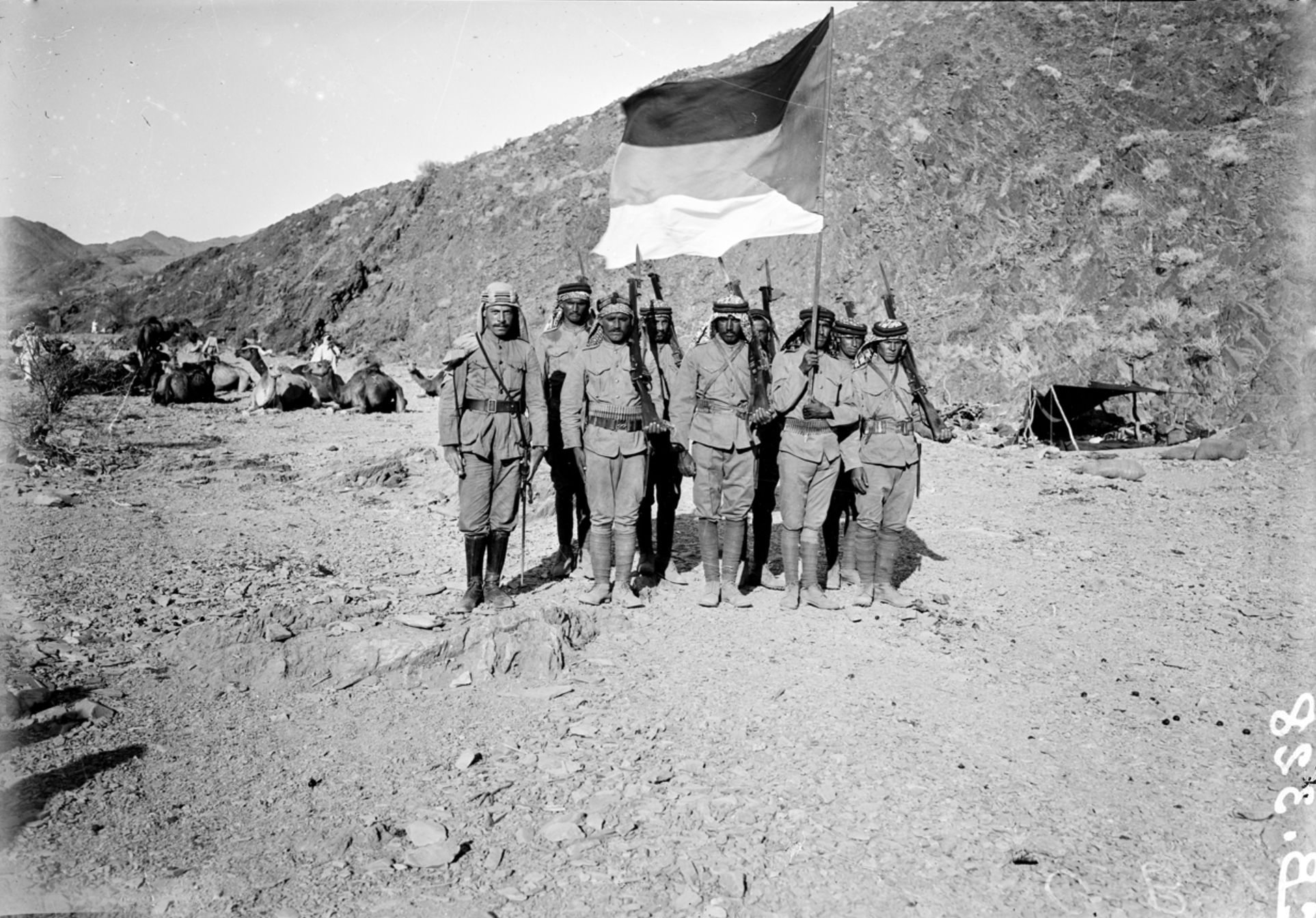
Insurgentes de la Rebelión árabe contra el Imperio Otomano durante la Primera Guerra Mundial.

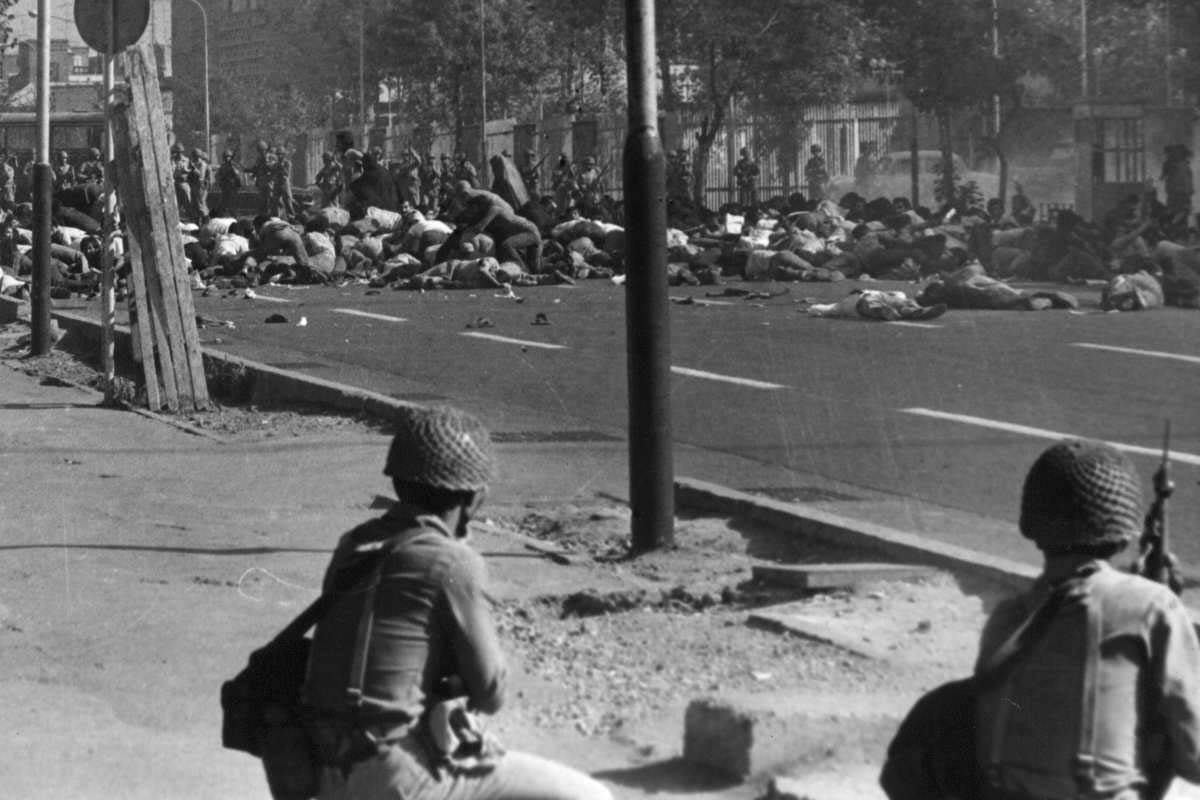
Revolución iraní.

El siglo XIX fue un periodo de ebullición intelectual en Oriente Medio: renovación intelectual del islam, reforma religiosa a través de la educación, la jurisprudencia, etc. Los ulemas estuvieron en el núcleo de estas reformas. Si hasta el siglo XVIII, todos los aspectos de la sociedad en el Imperio otomano estaban dominados por la religión, esto cambió bruscamente. Con el declive de dicho Imperio se intentaron reformar las estructuras, buscando imitar el modelo de los países europeos (tanzimat "reorganización"). A partir sobre todo de 1830 comenzaron las reformas y la modernización de estructuras (ejército, administración, enseñanza, tributos, etc.); muchos estudiantes acudieron a distintos países de Europa, tomándolos como modelo de modernización (Yeni Osmanlilar -"jóvenes otomanos"-, Jön Türkler -"jóvenes turcos"-).
El deseo de renovación, la búsqueda de respuestas a la debacle otomana, llevó a preguntarse si era el islam la causa de su debilidad y atraso. Esta reflexión empujó al clero a preguntarse por las causas de la situación y a tratar de integrar los elementos de la modernidad en la religión. De este reformismo surgen tres corrientes:
- Corriente liberal: (Ali Abdel Raziq, L’islam et les fondements de pouvoir, 1925)[41] la religión se abre a los valores liberales. Se niega que el califato tenga fundamento religioso; si Mahoma no era un político, por tanto la religión no debería fundamentar un Estado musulmán. Sin embargo, no se acusa a la religión el origen de la debacle: sería la ausencia de adopción de los valores liberales lo que habría puesto en inferioridad a los pueblos musulmanes frente a Occidente. Surge una separación entre lo político y lo religioso, un "liberalismo musulmán".[8]
- Corriente islamista: Europa no es un modelo a seguir, sino el enemigo. Se forman los primeros grandes movimientos islamistas; el más importante, los Hermanos Musulmanes, creado en 1928 por Hassan al-Banna. No pone el acento sobre la práctica religiosa en sí o sobre la sharia, sino en una acción política y social; insiste sobre la noción de justicia social que debe seguirse a través del Estado.
- La tercera corriente es la que propugna las rebeliones nacionalistas (revuelta iraquí de 1920, revuelta árabe de Palestina de 1936-1939), que combinan elementos de las anteriores.

El islamismo, como respuesta a la situación histórica, desea un Estado basado en el islam que rediseñe una nueva sociedad. Según esta corriente, se debe tratar de vivir en el seno de la hermandad entre musulmanes según un modelo político islámico que excluya modelos laicos como el comunista o el liberal.
Desde los años previos a la Segunda Guerra Mundial el islamismo se enfrentó a la influencia de las potencias extranjeras, tanto a la de los aliados (Reino Unido y Francia –potencias coloniales en la mayor parte de los países árabes–), como a la de la Unión Soviética (con una importante población musulmana en las repúblicas meridionales), y a la de las potencias del Eje (Alemania nazi –relación con Amin al-Husayni, muftí de Jerusalén–). Tras la guerra, la división del mundo en bloques, liderados por la Unión Soviética y los Estados Unidos, los movimientos de descolonización y liberación nacional (tercermundismo) y particularmente el conflicto árabe-israelí, intensificaron aún más tanto la injerencia externa en los diferentes países por los que se extiende el islamismo, como su radicalización, llegando a actos violentos, incluyendo asesinatos políticos (atentados de Navvab Safaví en Irán –Fedayines del Islam–, tentativa de asesinato del presidente egipcio Nasser por los Hermanos Musulmanes en 1954). A lo largo de los años siguientes, el islamismo adquirió los caracteres que tiene hoy en día, diversificándose y extendiéndose a otros países como Líbano, Siria, Irak o Irán, donde tiene su culmen en la revolución iraní desde 1979.

## El islamismo entre los musulmanes de los países occidentales
La existencia de musulmanes en Occidente ha supuesto la aparición de islamismo político en sus diversas formas, así como la de actitudes de rechazo.
En Estados Unidos, la organización denominada Nation of Islam ("nación del islam") cobró protagonismo en la comunidad negra como uno de los movimientos en contra de la segregación racial (incluso como movimiento terrorista en alguna de sus facciones) desde mediados del siglo xx, (Elijah Muhammad, Malcolm X, Louis Farrakhan, marcha de un millón de hombres, 16 de octubre de 1995).
En los países europeos, en su mayor parte es consecuencia de la emigración (del subcontinente indio en Gran Bretaña, del norte de África en Francia y en España, de Turquía en Alemania), y parcialmente por conversiones. La radicalización islamista, se ha señalado como parte de los problemas que se dan junto a otros problemas de integración en los países de acogida, y que se haría más visible en las segundas y terceras generaciones, especialmente cuando se forman ghettos de exclusión social (dificultades educativas y laborales, delincuencia juvenil, drogadicción) en las periferias urbanas (la banlieue de las ciudades francesas). Es significativo que tanto o más que las mezquitas sean las cárceles los lugares donde se producen las captaciones de los nuevos miembros de organizaciones yihadistas. En la retórica reivindicativa del yihadismo, son frecuentes las alusiones al pasado musulmán de España (al-Ándalus) como un estímulo para su recuperación por el islam.

...dos son los relatos que se enfrentan en la cuestión sobre la compatibilidad entre la cultura musulmana y la sociedad francesa. Según el dominante, el problema principal es el islam, porque coloca la lealtad a la comunidad de creyentes por encima de la lealtad a la nación. No acepta críticas, no cede en materia de normas y valores, y justifica ciertos tipos de violencia como la yihad. Para los partidarios de este relato, la única solución es una reforma teológica que genere un “buen” islam, conducente a una religión liberal, feminista y abierta a los homosexuales. Periodistas y políticos no dejan de ir detrás de los “buenos musulmanes” y de emplazarlos a mostrar sus credenciales de “moderados”.

Por otra parte, muchos musulmanes, laicos o creyentes, con el apoyo de una izquierda multiculturalista, aducen que la radicalización no procede del islam, sino de jóvenes alienados que son víctimas del racismo y la exclusión, y que el verdadero problema es la islamofobia. Condenan el terrorismo al tiempo que denuncian una virulenta reacción que podría radicalizar a más jóvenes musulmanes.
El problema es que los dos relatos presuponen la existencia de una “comunidad musulmana” francesa de la que los terroristas serían una especie de “vanguardia”. La yuxtaposición de ambos ha conducido a un punto muerto. Para superarlo, primero es necesario tener en cuenta varios hechos innegables, que no queremos reconocer porque nos demuestran que los jóvenes radicalizados no son en modo alguno la vanguardia o los portavoces de la población musulmana y que, en realidad, en Francia no existe una “comunidad musulmana”.
Los jóvenes radicalizados, remitiéndose mayormente a un imaginario entorno político musulmán (la umma de antaño), están tan deliberadamente enfrentados con el islam de sus padres como con el conjunto de la cultura musulmana. Se inventan un islam que se opone a Occidente. Proceden de la periferia del mundo musulmán. Lo que los induce a actuar son los alardes de violencia que muestran los medios de comunicación occidentales. Encarnan una ruptura generacional (sus padres ahora llaman a la policía cuando sus hijos se van a Siria) y no tienen relación ni con la comunidad religiosa local ni con las mezquitas del barrio.
Esos jóvenes se autorradicalizan en Internet, buscando una yihad global. No les interesan problemas concretos del mundo musulmán como Palestina. En pocas palabras, no aspiran a la islamización de la sociedad en la que viven, sino a la materialización de su enfermiza fantasía heroica (“Hemos vengado al profeta Mahoma”, proclamaban algunos de los asesinos de Charlie Hebdo [7 de enero de 2015]).
...
Si en el nivel local, en los barrios, hay ciertos tipos de comunidad, no existe tal cosa en el nivel nacional. Los musulmanes de Francia nunca han querido organizar instituciones representativas y ni siquiera el más reducido grupo de presión musulmán. No hay indicios de que se vaya a crear un partido político islámico. En la esfera política francesa los candidatos de origen musulmán se encuentran diseminados por todo el espectro (incluso en la extrema derecha). No hay un “voto musulmán”.
Tampoco hay una red de escuelas confesionales musulmanas (en Francia existen menos de 10), ni movilización en las calles (ninguna manifestación en torno a una causa musulmana ha atraído a más de unos pocos miles de personas) y casi no hay grandes mezquitas (casi siempre financiadas con dinero del exterior), solo un puñado de pequeñas mezquitas locales.
...
No obstante, lo mismo la izquierda que la derecha no dejan de hablar de la famosa comunidad musulmana, tanto para denunciar su negativa a integrarse como para calificarla de víctima de la islamofobia. Esos dos relatos enfrentados se basan en la misma fantasía: una comunidad musulmana imaginaria.

En Francia no hay una comunidad musulmana, sino una población musulmana.
Olivier Roy

## Cronología
- Siglo IX: Desde el fracaso de los califas abasíes en su pretensión de fijar una única ortodoxia (mihna –"proceso" o "prueba"–, lo más parecido a una inquisición que hubo en el mundo islámico y que funcionó entre 833 y 848), quedó claro que en el islam el poder no decide en materias de ortodoxia religiosa, y que la legislación no es un poder del Estado; la interpretación de una y otra es función de individuos particulares que alcanzan una posición de prestigio por su erudición y reconocimiento entre sus pares, y que, aunque pueden considerarse como parte de una "esfera religiosa" diferenciada de la "esfera política", no es equivalente al clero estamental propio de la Europa cristiana feudal y del Antiguo Régimen, sino que funciona de "amortiguador" entre el poder y el pueblo.[53] Por la misma época Áhmad Ibn Hanbal realiza la primera interpretación athari[54] ("textualista", literalista) del islam, apoyada en la reivindicación de los salaf[55] ("ancestros") y la condena de cualquier innovación teológica (bid'ah).[56]
- Siglo X: Al-Asari funda la escuela asari de teología, que subordina la filosofía a los dogmas del islam, en una reacción contra el racionalismo de la escuela mu'tazili. En el siglo XI la escuela asari fue popularizada por Al-Ghazali (que polemizó contra Avicena –Tahafut al-Falasifa, "Destrucción de los filósofos"–, y fue a su vez respondido por Averroes –´Tahafut al-Tahafut, "Destrucción de la Destrucción"–).[57]
- Siglos XIII y XIV: Ibn Taimiya[58] (1263-1328), especialista en leyes de Damasco, habla del regreso a las raíces del Islam. Sus discípulos Ibn Al-Qayyim e Ibn Kathîr[59] también son muy citados por los islamistas de la Edad Contemporánea.

Los orígenes remotos han de buscarse en el bagdadí Ibn Hanbal, que allá por el siglo IX propuso una lectura del Corán apegada a su literalidad para reducir las querellas abiertas entre los musulmanes, al calor de la disparidad de interpretaciones que se había desarrollado tras la muerte del Profeta.
Ibn Hanbal, que tenía un afán pacificador [... el doctor de Bagdad era sumamente exigente en las obligaciones del culto y liberal en lo que se refiere a la costumbre], sería, por esas paradojas de la Historia, el presupuesto doctrinal de quien varios siglos más tarde, a comienzos del siglo XIV, sentaría las bases del Islam más violento, apoyado sobre la yihad como pilar fundamental, e interpretando este concepto, vinculado al martirio y el esfuerzo de los primeros musulmanes en los años en que la nueva religión era perseguida, en un sentido muy particular: no tanto defensivo como agresivo. Se trata del teólogo sirio Ibn Taymiyya, quien, como reacción al saqueo de Bagdad por los mongoles, y tratando de rebatir la visión universalista que propugnaban los sufíes, construyó la doctrina de un Islam cerrado, militante y combativo. Partiendo de la unicidad absoluta de Dios y la negación de cualquier otro culto (como por ejemplo, el de los santos), condenó toda forma de intercesión y propuso una lectura rigorista de la ley islámica, en una obra no por azar titulada La política en nombre de la ley divina para restablecer el orden en los asuntos del pastor y el rebaño; un libro de apenas 100 páginas que como señala Abdelwahab Meddeb ha sido generosamente editado en ediciones populares que han contribuido a su difusión.
Sobre Ibn Taymiyya tenemos un testimonio contemporáneo, el del viajero tangerino Ibn Battuta, que recorrió el mundo islámico a comienzos del siglo XIV y que al pasar por Damasco observa lo siguiente: "Entre los grandes alfaquíes hanbalíes [seguidores de Ibn Hanbal] de Damasco se contaba Taqi ed-Din b. Taymiyya, hombre muy apreciado, capaz de hablar sobre las ciencias todas, pero algo había en su mente trastocado y era que los damascenos le honraban en demasía y él les sermoneaba desde lo alto del púlpito". A continuación refiere Ibn Battuta una serie de controversias protagonizadas por el alfaquí, y cómo en todas ellas fue desautorizado por el resto de los alfaquíes bagdadíes y acabó sufriendo prisión, por lo desviado de sus enseñanzas. Él es la piedra angular del actual integrismo.

Se puede decir por tanto que hasta la caída del califato abásida en 1258 incluso los interpretes más beligerantes de la yihad menor entendían que se trataba de un derecho, no de una obligación, de combatir a los “cafres” [kafir –infieles–], nunca a los propios musulmanes, cuyos conflictos estaban en todo caso sancionados por el rechazo coránico a la guerra civil o inestabilidad (fitna). No será hasta la fetua que escribió Ahmad Ibn Taymiyya contra los mongoles en 1303 que un escoliasta de renombre llamaba a una guerra santa obligatoria contra otros musulmanes, creando el precedente de la “guerra total” declarada por Abu Musab al Zarqawi en 2005 contra los chiitas iraquíes. Ibn Taymiyya está considerado el padre intelectual del sunismo radical moderno, especialmente por su intransigencia en el proceso judicial contra Assef al-Nasrani, un cristiano que fue acusado de blasfemia y perdonado en 1293 por el emir sirio bajo la promesa de la conversión, y que según Ibn Taymiyya debía ser ejecutado con independencia de cual fuera su credo.

- Siglo XVIII: Se define el salafismo o wahhabismo por Muhammad ibn Abd-al-Wahhab (sus seguidores prefieren denominarse Ahl at-Tawhid –"los monoteístas", o "los de la unidad" o "unicidad"–), doctrina que defiende la vuelta a la forma vida "piadosa" de las primeras tres generaciones de musulmanes (los salaf).[55] Su relación con Mohammed bin Saud,[62] el fundador de la Casa de Saúd, convirtió su movimiento en el dominante en Arabia.
- La segunda mitad del siglo XIX y el comienzo del siglo XX es la época del reformismo islámico[63] o modernismo islámico[11] (Al-Nahda –"renacimiento" o "despertar", que también es un movimiento literario–). Jamal al-Din al-Afghani (1837-1897), Muhammad Abduh (1849-1905) y Rashid Rida (1865-1935) proponen una sociedad islámica regida por la sharia, y rechazan cualquier "innovación censurable" (bid'ah) en el islam: la denominación de su postura (islah[64] –"reforma", "reparación", "mejora"–) implica la denuncia de la "degradación" o "corrupción" (fasad)[65] que ven en su tiempo.[66] Abduh y Rida son calificados de "modernistas islámicos", "la primera respuesta ideológica musulmana al desafío de la cultura occidental. Comenzada en la India y Egipto en la segunda parte del siglo XIX... refleja el trabajo de un grupo de eruditos musulmanes de opiniones coincidentes que realizan una reexaminación crítica de los conceptos y métodos clásicos de la jurisprudencia y formulan una nueva aproximación a la teología islámica[67] y la exégesis del Corán. Esta nueva aproximación, que no es ni más ni menos que una rebelión abierta contra la ortodoxia islámica, desarrolló una sorprendente compatibilidad con las ideas de la Ilustración").[11] En la India bajo el dominio británico surge el movimiento Ahl-i Hadith (Syed Nazeer Husain y Siddiq Hasan Khan)[68] y posteriormente el movimiento Deobandi (1867), que se caracteriza por una estricta adhesión a la sunna[69] y un énfasis en la sharia y la tasawwuf (la espiritualidad sufí). Revuelta del tabaco (Irán, 1891).[70]
- 1926: Tras su segundo peregrinaje a La Meca, Muhammad Ilyas Kandhlawi, del movimiento Deobandi, funda el Yamaat Tabligh ("grupo de predicadores") para responder a lo que percibe como una pérdida de influencia del islam en la región de Mewat (norte de la India). Su lema es "¡musulmanes, haceos musulmanes!", y pone como modelo de vida el de la época de Mahoma, ejemplificado en el mandato coránico: "imponer el bien y prohibir el mal".[71]

[A la pregunta] ¿Por qué no se concede a los musulmanes la gobernación y el liderazgo en el mundo? [ Ilyas contestó:] Cuando no cumplimos los mandamientos de Dios y no nos abstenemos de lo prohibido en nuestras vidas personales sobre los que tenemos el control total, sin ningún obstáculo o compulsión, entonces ¿cómo es posible que se nos confíe el gobierno de este mundo?. Es sólo a través de la decisión de Dios que se puede conceder a los creyentes el gobierno en la tierra, así que deben buscar su placer [el de Dios] y establecer sus leyes [las de Dios] en este mundo. Ahora bien, cuando no lo estamos haciendo en el ámbito sujeto a nuestra propia elección (en nuestras vidas individuales), ¿cómo se puede esperar que si mañana se nos dan las riendas del gobierno, lo haremos?

- 1928: Hassan al-Banna funda el movimiento de los Hermanos Musulmanes en Egipto, la primera organización político/religiosa islámica moderna.

Además de Rida, otra influencia sobre al-Banna fue el fascismo. Allí donde los fascistas insistían en la supremacía del vínculo racial, el imán defendía el "nacionalismo islámico". Apoyaba, además, el uso de la violencia para enfrentarse a los que se interpusiesen en su camino, organizaba concentraciones multitudinarias... demandaba lealtad total e incuestionable a su persona... Con al-Banna el islam se convirtió en un movimiento totalitario destinado a regular todos los aspectos de la vida, tanto individual como social y política.

- 1941: Sayyid Abul Ala Maududi,[73] alumno del movimiento Deobandi, funda la Jamaat-e-Islami, una organización política con mucha influencia en Pakistán, la India, Bangladés y Sri Lanka.

El islam desea destruir todos los Estados y gobiernos de cualquier parte de la faz de la tierra que se opongan a la ideología y programa del islam, sin importar el país o nación que gobiernen. ... El islam requiere la tierra, no simplemente una porción de ella, sino el planeta entero... porque la entera humanidad debería beneficiarse... el objetivo de la yihad islámica es eliminar el dominio de un sistema a-islámico y establecer en su lugar el dominio de un sistema de Estado islámico.
... Un Estado islámico es un Estado musulmán, pero un Estado musulmán no es un Estado islámico a menos que la Constitución del Estado esté basada en el Sagrado Corán y en la Sunna.
... La Sharia es un completo esquema de vida y un orden social que lo abarca todo, donde nada sobra y nada falta.
... Si una sociedad islámica conscientemente resuelve no aceptar la Sharia, y decide legislar su propia constitución y leyes o tomarlas de cualquier otra fuente en vez de la Sharia, tal sociedad rompe su contrato con Dios y pierde su derecho a ser llamada "islámica".
.... [El nacionalismo es] un concepto occidental que divide al mundo musulmán y así prolonga la supremacía de las potencias imperialistas occidentales.

- 1954 y 1965: El presidente egipcio Nasser ilegaliza a los Hermanos Musulmanes. Sus líderes son encarcelados (Hassan al-Hudaybi,[75] hasta su muerte en 1973) o ejecutados (Sayyid Qutb, en 1966), y serán las principales influencias intelectuales del integrismo islámico contemporáneo:

En el Islam la soberanía corresponde a Dios y su autoridad debe prevalecer en el corazón y en la conciencia, en asuntos relacionados con la observancia religiosa y en las cuestiones de la vida cotidiana. La tierra pertenece a Dios y debería purificarse para Dios, y no puede ser purificada mientras el estandarte de ‘No hay más dios que Dios’ no se haya propagado por el planeta
Ma'alim fi al-Tariq ("Jalones en el camino", 1964), de Qutb(la obra de Hudaby, Du'at la Qudat –"predicadores, no jueces"–, se considera una respuesta a sus tesis, en parte a favor y en parte en contra).

- 1967: La derrota de las tropas árabes a manos de Israel en la guerra de los Seis Días hace aumentar el rechazo hacia las políticas nacionalistas y seculares, y favorece una rápida expansión del islamismo político.
- 1973: Con la crisis del petróleo, Arabia Saudita y el wahhabismo ganan influencia en el mundo islámico haciendo uso de los ingresos obtenidos a partir de sus reservas de petróleo.
- 1978: El general Muhammad Zia-ul-Haq, presidente de Pakistán, impone la "sharización" o "islamización" (en 1979 se aprueban las "leyes hudud",[78] imposición de castigos hadd y tazir, propios de la sharia, para el adulterio, la fornicación extramarital –zina–, la acusación falsa de esos delitos –qazf–, el robo o el consumo de alcohol).
- 1979: El ayatolá Jomeini dirige la revolución iraní, que sustituye la monarquía del Shah Pahlaví por un Estado islámico con una verdadera teocracia de clérigos (velayet-e-faqih –"tutela" o "soberanía del docto"–).[79] Comienza la ocupación soviética de Afganistán y la resistencia islámica contra ella; países musulmanes y Estados Unidos envían ayuda a los rebeldes afganos, a los que se suman miles de muyahidin (voluntarios musulmanes que acuden a luchar en la yihad). En Sudán, el Frente Nacional Islámico[80] (FNI) de Hasan al-Turabi entra al gobierno del país (aunque la imposición de la sharia no se hizo sino en el periodo 1983-1985, y nuevamente desde 1989). En Irak, Sadam Huseín depura el partido Baaz (hasta entonces laico, socialista y nacionalista panárabe), distanciándose de Siria e islamizándose.[81] Al año siguiente comienza la guerra entre Irán e Irak o primera guerra del Golfo (1980-1988).

Desde el principio de la revolución la gente gritaba: "Ala akbar" ("Alá es grande"), y "Queremos una república islámica". Esto era lo que quería el pueblo. Desde el comienzo de la revolución, varios grupos comenzaron a crear problemas. Unos decían que querían sólo una república; otros, que querían una república democrática, y otros, una república islámica democrática. El 98,2% de nuestro pueblo votó a favor de la República Islámica. Los grupos que se repartían el 2% restante comenzaron a crear problemas. ¿Qué quieren los que conspiran contra la República Islámica cuando dicen que no se les ha dado espacio para sus actividades? Si no violan la Constitución, tendrán libertad.
Jomeini

La democracia es una nueva religión. La legislación en el Islam es un derecho de Dios, pero la legislación en la democracia es un derecho del pueblo. Se trata, pues, de una nueva religión basada en glorificar al pueblo y otorgarle los derechos y las características divinas. La democracia es asociacionismo con Dios e infidelidad manifiesta. Dios ha dicho "la decisión pertenece sólo a Dios. Él ha ordenado que no sirváis a nadie sino a Él".
Al-Zawahiri

- 1982: La ocupación israelí del sur del Líbano, intensifica la radicalización del partido islamista Amal (chiita pro-sirio) y la organización de un nuevo grupo islamista radical: Hezbollah (chiita proiraní), fundado oficialmente en 1985 con el objetivo de expulsar a todas “las entidades colonialistas” del país, y de destruir Israel.
- 1987: Durante la primera intifada (revuelta palestina contra la ocupación israelí) Ahmed Yasín y Abdel Aziz al-Rantissi fundan Hamás.
- 1989: Se funda en Argelia el Frente Islámico de Salvación (FIS) que, dos años más tarde, ganará las elecciones legislativas del país y será privado de hacerse con el gobierno de Argelia con un golpe de Estado protagonizado por el ejército. El ayatolá Jomeiní, pocos meses antes de morir, lanza una fetua contra Salman Rushdie por Los versos satánicos. Desde entonces, el escritor vive escondido y los relacionados con el libro han sufrido varios ataques, incluyendo el asesinato de uno de los traductores. La retirada soviética de Afganistán manifiesta el éxito de los muyahidin, parte de los cuales permanecen en el país integrados en las estructuras del movimiento talibán ahora en el poder, otros se desplazan a combatir en otros conflictos con presencia de musulmanes, radicalizándolos (como la guerra de Somalia, desde 1991, la guerra de Bosnia, 1992-1996, o la guerra de Chechenia, desde 1994), y el resto vuelven a sus países de origen por todo el mundo, donde actúan de agentes movilizadores del islamismo radical en las comunidades musulmanas.[84]
- 1990: Tras su derrota ante Irán, el Irak de Sadam Husséin invade Kuwait, iniciando la segunda guerra del Golfo, en la que las monarquías árabes se alían con Estados Unidos y un grupo de países occidentales, coalición que consigue retomar el control de Kuwait (una zona clave en la producción y distribución del petróleo) al año siguiente. La monarquía saudí queda desprestigiada ante el islamismo por haber permitido la presencia en Arabia de tropas "infieles" (el título protocolario y función religiosa de la monarquía saudí es la custodia de los santos lugares). Para recuperar su influencia, Arabia Saudí utiliza parte de sus inmmensas rentas del petróleo en la financiación de grupos islamistas y madrasas por todo el mundo, procurando su orientación hacia el wahabismo.
- 1997: Fetua conjunta de al-Zawahiri (Yihad Islámica) y Osama Bin Laden (Al Qaeda) que ordena un "frente islámico mundial para la yihad contra los judíos y los cruzados", legitimando los ataques a los estadounidenses y sus aliados, civiles y militares, donde quiera que se encontraran.[57] Bin Laden, en agosto de 1996, desde Afganistán, había declarado la guerra "contra los americanos que ocupan la tierra de los dos lugares sagrados", con una estrategia asimétrica y a escala mundial (yihad global).[84]
- Siglo XXI: Con los atentados del 11 de septiembre de 2001 y la respuesta de los Estados Unidos (guerra de Afganistán, guerra de Irak –tercera guerra del Golfo–, guerra contra el terror), se evidenció el protagonismo de organizaciones terroristas como Al Qaeda, y posteriormente del llamado Estado Islámico (Daesh, creado en 2014 entre Siria e Irak). Entre los movimientos islamistas pacíficos destacó la llegada al poder de Erdogan en Turquía (2003) y la llamada Primavera Árabe (2010); que en algún caso se han denominado "islamismo laico".[85]

## Movimientos islamistas
No hay zona del mundo sin presencia de movimientos islamistas. Por su propia naturaleza, la mayor parte de los movimientos islamistas, aunque surjan en un país concreto, tienen vocación de extenderse a la totalidad de la comunidad de creyentes musulmanes (umma) o a la totalidad de los países musulmanes (Dar al Islam); en algunos casos, incluso restaurar el califato (califato mundial). Su calificación de "moderados" o "radicales" es más o menos problemática según los casos; en cuanto a su legalidad depende de la situación política de cada uno de los Estados en que se implanten. Su grado de relación con actividades violentas es muy distinto; varios de ellos están considerados como organizaciones terroristas.
| País o Ámbito                        | Movimiento\os |
| ------------------------------------ | --- |
| Internacional                        | Al-Dawla al-Islāmīya ("Estado islámico" –también citado por su acrónimo en inglés: Isis, o en árabe: Dais o Daes–, implantado como autoridad de hecho en un amplio territorio entre Siria e Irak, ha reclamado el reconocimiento de todos los musulmanes como califato) · Al Qaeda al Yihad (al-Quaeda o al-Quaida, "la base para la yihad", surgida en Pakistán y Afganistán, se le identificaron grupos por todo el mundo) · Harakat al-dschihād al-islāmī ("movimiento para la yihad islámica" o simplemente "yihad islámica" –jihād o ǧihād–, surgida en Egipto y extendida por distintos países islámicos) · Hizb ut-Tahrir ("Partido de la Liberación", surgido en Palestina, se extendió por todo el mundo) · Yami'at al-Ijwan al-Muslimin ("sociedad de los hermanos musulmanes", surgida en Egipto, se extendió por todo el mundo) · Tablighi Jamaat ("sociedad para la expansión de la fe" o "grupo de predicadores", surgida en la India, se extendió por todo el mundo) |
| Turquía                              | Adalet ve Kalkınma Partisi (AKP, "Partido de la Justicia y el Desarrollo", desde 2003 es el partido de gobierno, calificado de "islamista moderado"). Hizmet ("servicio") o movimiento Gülen. Partidos islámicos kurdos (el pueblo kurdo tiene también presencia en Siria, Irak e Irán): Partiya İslamiya Kurdistan ("Partido Islámico del Kurdistán"), Hizbullahî Kurdî o Türk Hizbullahı ("Hizbolá kurdo o turco", sunita), Hereketa Îslamî ya Kurdistanê ("Movimiento Islámico del Kurdistán"). |
| Siria                                | Ejército Libre Sirio, Frente Islámico (Siria), Frente Islámico Sirio, Frente Sirio de Liberación Islámica, Jabhat al-Nusra ("frente para la victoria") · véase Categoría:Organizaciones de la Guerra Civil Siria. |
| Líbano                               | Izbu-'llāh ("partido de Dios" –transcrito habitualmente como Hezbolá o Hizbulá–, chiita, vinculado a Irán y Siria) · Ḥarakat Amal ("movimiento esperanza", chiita, considerado "islamista moderado") (véase Anexo:Facciones de la Guerra Civil Libanesa) |
| Palestina                            | Harakat al-Muqáwama al-Islamiya ("Movimiento de Resistencia Islámico" -conocido por el acrónimo Hamás, que a su vez significa "entusiasmo"-, sunita, gobernante en la franja de Gaza) · Harakat al-Jihād al-Islāmi fi Filastīn ("yihad islámica palestina") |
| Irak                                 | Alianza Unida Iraquí (coalición de partidos chiitas), Partido Islámico Iraquí (sunita). · Movimiento Islámico del Kurdistán · Unión Islámica Kurda · Grupo Islámico del Kurdistán (Komala) (kurdos) · Agrupación de los faylis islámicos en Irak (kurdos faylis chiitas) · Hamás kurdo |
| Irán                                 | Organizaciones de la revolución iraní · Khabat (kurdos) |
| Península arábiga                    | Tanẓīm al-Qā‘idah fī Jazīrat al-‘Arab ("Al Qaeda en la península arábiga") · Al-Islah ("la reforma", Yemen -véase también insurgencia de Al-Qaeda en Yemen-) · La vida política de las monarquías del Golfo, y particularmente del reino de Arabia Saudí, no se organiza en partidos políticos, excepto en Kuwait (entre sus partidos los hay considerados islamistas: Al-Haraka Al-Dosturiya Al-Islamiyah -Hadas, sunita-, Alianza Nacional Islámica -chiita-, Alianza de Justicia y Paz -chiita, escuela shirazi-) y en Baréin (Al Wefaq -chiita-, Al Asalah -brazo político de la Sociedad de Educación Islámica, sunita, salafista-). |
| Asia central y península indostánica | Talibán ("estudiantes", Afganistán y Pakistán), · Jamaat-e-Islami ("sociedad islámica", Afganistán), · Jamaat-e-Islami Pakistan, · Jamaat-e-Islami Hind · Jamaat-ul-Mujahideen (Bangladés) · Lashkar-e-Taiba (Cachemira, India) · Tabligh (India), · Pakistan Awami Tehrik ("movimiento del pueblo de Pakistán", calificado de "moderado") · (véase Anexo:Facciones de la Guerra Civil Afgana) |
| Indonesia                            | Majelis Ulama Indonesia ("Consejo de ulemas de Indonesia") |
| Filipinas                            | Abu Sayyaf ("padre de la espada") · Frente Moro de Liberación Islámica |
| Marruecos                            | Ḥizb Al-ʿAdālah Wal-Tanmiyah ("Partido de la Justicia y del Desarrollo", legalizado y calificado de "moderado") · Al Adl Wal Ihsane ("Justicia y Caridad", no legalizado pero tolerado, calificado de radical pero no violento) |
| Argelia                              | Ḥarakat An-Nahḑa Al-Islāmiyya ("Movimiento del Renacimiento Islámico", calificado de "moderado") · Harakat Al-Islah Al-Wataniy ("Movimiento por la Reforma Nacional", calificado de "moderado") al-Jama'ah al-Islamiyah al-Musallaha ("grupo islámico armado" –GIA–) · Al-Jabhah al-Islāmiyah lil-Inqādh ("frente islámico de salvación" –FIS–) · Tanẓīm al-Qā‘idah fī Bilād al-Maghrib al-Islāmī ("al-Qaeda del Magreb Islámico", anteriormente denominado Grupo Salafista para la Predicación y el Combate; se ha extendido por todo el Magreb) |
| Túnez                                | Ennahda ("Partido del Renacimiento") |
| Libia                                | Hizb Al-Adala Wal-Bina ("Partido de la Justicia y la Construcción") · (véase Guerra de Libia de 2014-2015#Fuerzas islamistas) |
| Egipto                               | Yihad Islámica Egipcia (terrorista) · Al-Gama'a al-Islamiyya ("el grupo islámico", terrorista) · Ḥizb Al-ḥurriyya Wal-ʿAdāla ("Partido Libertad y Justicia", considerado el brazo político de los Hermanos Musulmanes) · Takfir Wal Hijra ("anatema y exilio", terrorista) |
| Sudán                                | Al-Jabhah al-Islamiyah al-Qawmiyah ("Frente Nacional Islámico") · Ansar (Hizb al-Umma) · Khatmiyya (Al Hizb Al-Ittihadi Al-Dimuqrati) |
| Somalia                              | Unión de Tribunales Islámicos · Al-Shabbaab ("los jóvenes") · Frente Islámico Somalí · (véase Anexo:Facciones de la Guerra Civil Somalí) |
| Kenia                                | Islamic Party of Kenya (IPK), United Muslims of Africa (UMA), Islamic Liberation Army of the Islamic People of Kenya (ILAPK) |
| Tanzania                             | Jumuiya na Taasisi za Kiislamu ("Asociación de Organizaciones Islámicas"), Simba wa Mungu ("León de Dios", activista violento), Baraza la Uendelezaji wa Koran Tanzania (BALUKTA, "Consejo para la Promoción del Corán en Tanzania", radical, en la oposición), Baraza kuu la Waislamu Tanzania (BAKWATA, "Consejo Supremo de los Musulmanes en Tanzania", moderado, pro-gubernamental. Uamsho ("Despertar", secesionismo en Zanzíbar, zona de mayoría musulmana). |
| Mauritania                           | Tawassoul o Tewassoul ("Rally Nacional por la Reforma y el Desarrollo" –RNRD–, vinculado a los Hermanos Musulmanes) |
| Senegal                              | Jama’ al-Ibadu Rahman (JIR o Harakat al-Fatah HF). Wasatiyyah. |
| Gambia                               | Tablighi Jama'at |
| Mali                                 | Ansar ad-Din ("defensores de la fe") · Jamāʿat at-tawḥīd wal-jihād fī gharb ʾafrīqqīyā ("movimiento para la unicidad y la yihad en África Occidental", vinculado a Al-Qaeda en el Magreb Islámico) |
| Níger                                | "Tenemos a al-Qaeda al norte y a Boko Haram al sur". "... groupes touareg puis islamistes". |
| Nigeria                              | Boko Haram ("la presunción es anatema" o "la educación occidental es pecado") · Jamāʿatu Anṣāril Muslimīna fī Bilādis Sūdān ("vanguardia para la protección de los musulmanes en las «Tierras Negras»" –Ansaru–) Jama’t Izalat al Bid’a Wa Iqamat as Sunna (Izala, "sociedad para la remoción de las innovaciones y el reestablecimmiento de la sunna" |
| Chad                                 | Ansar al Sunna ("defensores de la tradición"). Sección chadiana de la Association Mondiale de l'Appel Islamique o Association mondiale pour l'appel islamique (World Islamic Call Society, WICS, una ONG fundada en 1972, que se consideraba próxima a la Libia de Gadafi hasta la caída de ese régimen). |
| Estados Unidos                       | Nation of Islam ("nación del islam") · Hizb ut-Tahrir America (HTA) |
| Antigua Yugoslavia                   | Jugoslavenska Muslimanska Organizacija ("Organización Musulmana Yugoslava"). Actualmente sobrevive, en Bosnia-Herzegovina, como Stranka demokratske akcije ("Partido de Acción Democrática", afiliado internacionalmente al Partido Popular Europeo, al que también pertenecen los partidos demócrata-cristianos) |

## Islamismo y medios de comunicación
Edward Said analiza la forma en que se distorsiona la imagen del islam (islamofobia, críticas al islam) en los medios de comunicación occidentales, que en la era de la información determinan muy selectivamente qué se presenta y cómo: la opresión, particularmente hacia la mujer, las prohibiciones, la crueldad y el antiintelectualismo, relacionándolo con el fanatismo y los conflictos mundiales; y ocultando o eludiendo los rasgos potencialmente positivos de la religión y el mundo islámico.
En cuanto a la relación entre islamismo y medios de comunicación, es bidireccional: el islamismo es uno más de los grandes productores de materia prima de información para los medios (contenidos de todo tipo –sucesos, opiniones, declaraciones, imágenes–), que se presentan con un fuerte componente de estereotipos y estigmatización; mientras que para los movimientos islamistas los medios son una herramienta fundamental en sus estrategias de comunicación, que en el caso de los movimientos violentos se usa como una verdadera arma (propaganda, desinformación, miedo, imitación).
- Medios de comunicación islámicos.
- Medios de comunicación islámicos en el Reino Unido[135]
- Television Musulmana Ahmadia (MTA) (Muslim Television Ahmadiyya) (vinculada a la Comunidad Musulmana Ahmadia)
- Agencia Internacional Islámica de Noticias (vinculada a la Organización para la Cooperación Islámica)
- Frente Global de Medios Islámicos –Global Islamic Media Front (GIMF), vinculado a Al-Qaeda–[136]
- Sada al-Malahim ("eco de la batalla", medio escrito, en árabe, vinculado a Al-Qaeda)
- Inspire (medio escrito, en inglés, vinculado a Al-Qaeda)[137]
- Dabiq (medio escrito, en distintas lenguas, vinculado al Estado islámico)[138]
- Asharq al-Awsat (medio escrito, vinculado a la familia real saudí)
- Al Jazeera (televisión de difusión internacional, vinculada al gobierno de Catar)
- Press TV (televisión de difusión internacional, en lengua inglesa vinculada al gobierno de Irán)
- Hispan TV (televisión de difusión internacional, en lengua española, vinculada al gobierno de Irán)
- Peace TV[139] (televisión de difusión internacional, en lengua inglesa, fundada y presidida por Zakir Naik)
- El poder de las pesadillas (Adam Curtis, BBC, 2004)
- Theo van Gogh (director de cine) (asesinado en 2004)
- Caricaturas de Mahoma en el periódico Jyllands-Posten (2005) y atentado contra Charlie Hebdo (2015)
- Disturbios islamistas de septiembre de 2012 (por la película La inocencia de los musulmanes)

En cuanto a los productos de ficción en cine y televisión, particularmente los de Estados Unidos, han sido objeto de particular análisis, que detecta tanto el tratamiento estereotipado de la visión negativa del islamismo radical como su opuesto (el enfoque autocrítico).
- The Sheik (1921, con su secuela The Son of the Sheik,[142] 1926; protagonizadas por Rodolfo Valentino, explotan el estereotipo romántico del orientalismo)
- Las cuatro plumas (varias películas, desde 1921, ambientadas en la guerra del Mahdi[143] -finales del siglo XIX-, explotan el estereotipo de la violencia de las masas fanatizadas y el liderazgo mesiánico)
- Beau Geste (varias películas, desde 1926, ambientadas en el Sahara)
- Lawrence de Arabia (1962, ambientada en el frente de Oriente Medio durante la Primera Guerra Mundial)
- Kartum (1966, ambientada en la guerra del Mahdi)
- El mensaje (1976, ambientada en la época de Mahoma)
- The Delta Force (1986)
- Rambo III (1988, ambientada en Afganistán)
- No sin mi hija (1990, ambientada en Irán)
- The Siege (1998, ambientada en Estados Unidos)
- Black Hawk Down (2001, ambientada en Somalia)
- Syriana (2005)
- Babel (2006)
- Charlie Wilson's War (2007, ambientada en Afganistán)
- En tierra hostil (2008, ambientada en Irak)
- Homeland (serie de televisión, desde 2011)
- Argo (2012)

Mucha menos difusión adquieren los productos audiovisuales similares producidos en los países musulmanes, siendo una excepción la película turca Kurtlar Vadisi (2006).
Algunas coproducciones europeas con países musulmanes, como Persépolis (2007) o La fuente de las mujeres (2011) reflejan aspectos poco convencionales del tema.
También se han desarrollado videojuegos con contenidos más o menos violentos ambientados en entornos relacionados con el islamismo; y se ha analizado su capacidad para desarrollar respuestas negativas en sus usuarios.

## Islamismo y derechos humanos
Con la sharia como fuente principal, la Organización de la Conferencia Islámica emitió una Declaración de los Derechos Humanos en el Islam o "Declaración de El Cairo" (1990), diferenciada de la Declaración Universal de los Derechos Humanos de las Naciones Unidas (1948).

## Islamismo y sexualidad

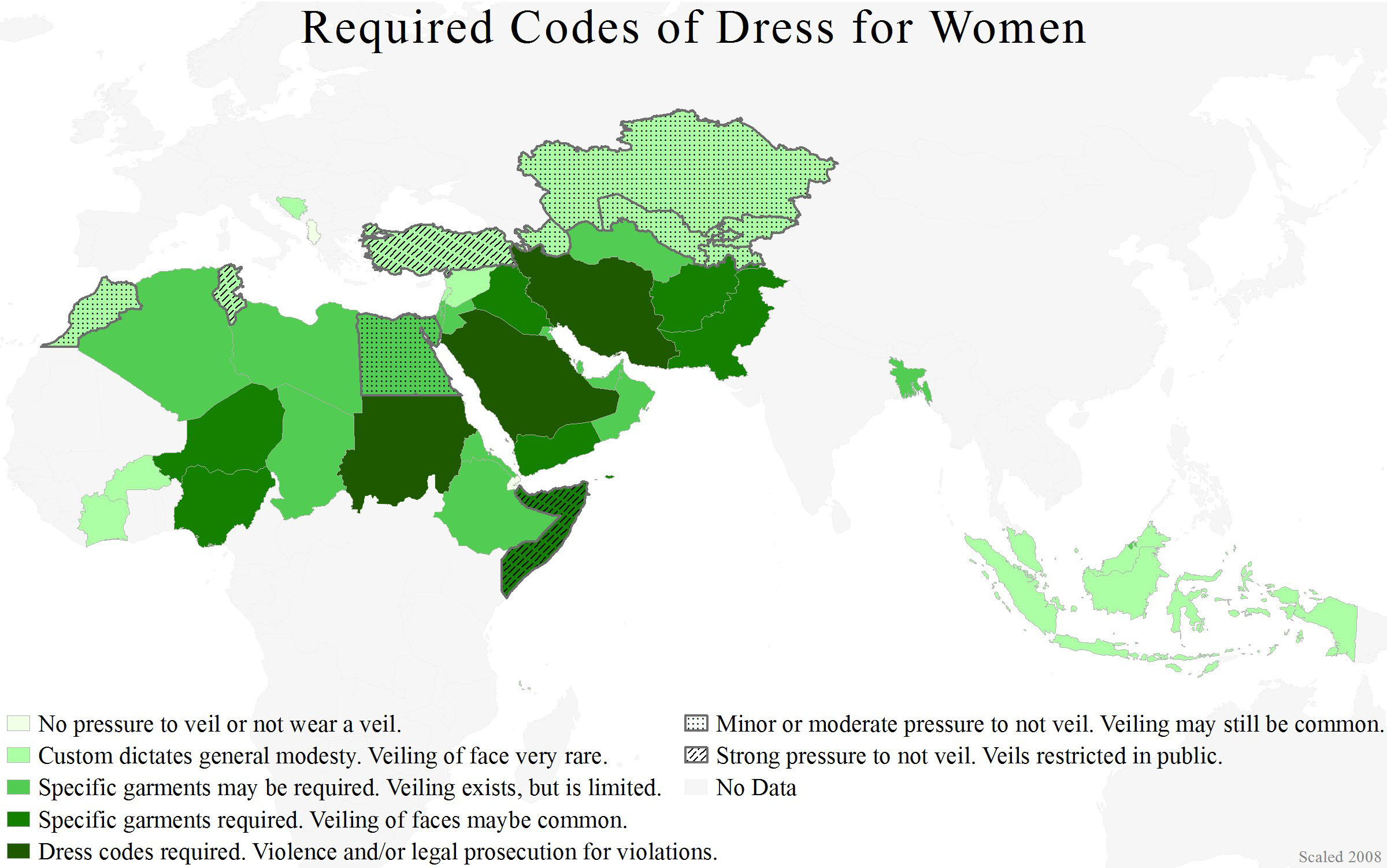
Distintos tonos de verde, de menor a mayor intensidad: 1- Sin presión para llevar o no velo. 2- La costumbre dicta modestia general; el velo facial es muy raro. 3- Puede requerirse una vestimenta específica; el velo facial existe, pero es limitado. 4- Se requiere una vestimenta específica, el velo facial puede ser común. 5- Se requiere adecuarse a un código de vestimenta. Hay violencia, o incluso persecución legal a los que lo incumplan. Trama de puntos: Ligera o moderada presión contra el uso del velo, aunque el velo facial puede aun así ser común. Trama de líneas: Fuerte presión contra el uso del velo, el velo está restringido en público.

Los Estados islámicos o los sistemas judiciales "sharificados", que aplican la sharia, imponen castigos hadd y tazir para el adulterio, la fornicación extramarital –zina– y la acusación falsa de esos delitos –qazf–; por ejemplo, en las "leyes hudud" de Pakistán.
Mut'ah y Nikah Misyar son denominaciones sunita y chiita respectivamente para un tipo de matrimonio temporal, que se usa como justificación de la explotación sexual en el contexto del yihadismo.
La publicación en 2009 de un libro de sexología por la emiratí Widad Lutah ha causado una notoria controversia.
La imposición de un código de moralidad en vestimenta y conductas públicas se llega a controlar con una policía de costumbres o policía religiosa (mutaween o mutawwi'in), que en Arabia Saudí recibe el nombre de haia ("Comité para la Promoción de la Virtud y la Prevención del Vicio"). El ikhtilat (la interacción social no autorizada entre hombres y mujeres) es considerada una grave ofensa a la moral.

## Islamismo y condición femenina
(hiyab, niqab, burka)

No puedes igualar a una mujer que tiene que darle el pecho a su hijo con un hombre. No puedes hacer que las mujeres lo hagan todo como los hombres igual que hicieron los regímenes comunistas. Esto va contra su naturaleza delicada ... [Citando una frase atribuida al profeta Mahoma] «el Paraíso se halla a los pies de las madres» ... Nuestra religión ha definido una posición para las mujeres: la maternidad. Algunas personas pueden entender esto, mientras que otras no pueden. No se puede explicar a las feministas porque no aceptan el concepto de maternidad.
Erdogan

## Islamismo y juventud
La mayoría son jóvenes que están en una etapa de transición en sus vidas -estudiantes o inmigrantes en una época de cambio entre trabajos o pareja -que han dejado a su familia y buscan otra que dé sentido a su vida ... tres de cada cuatro personas que se unen a la yihad lo hacen a través de amigos. El 15% a través de familiares ... Muy pocos son captados en las mezquitas ... Las personas marginadas son especialmente susceptibles a los cantos de sirena de la yihad, pero también lo son los jóvenes de clase media que quieren dejar su huella en el mundo.
Scott Atran

Hasta 2012 el 80 por ciento de los casos [de captación] tenía lugar en prisiones y lugares de culto; a partir de 2012 el 80 por ciento tiene lugar a través de Internet y las redes sociales.
Jorge Fernández Díaz, ministro del interior de España.

## Terminología
La terminología utilizada en el discurso islamista y en los estudios sobre el islamismo abunda en términos árabes (en algunos casos persas o de otras lenguas usadas en distintas partes del mundo islámico) para conceptos religiosos y políticos difícilmente traducibles o usados directamente en árabe independientemente del idioma en el que se realicen, lo que los codifica y se constituye en parte no despreciable de su propia naturaleza como lenguaje político; y, cuando se utilizan para definir al "otro", como una estrategia de deshumanización.
- Al-lāh ("Dios", el dios único –el término para referirse a los dioses de las religiones politeístas, o al concepto de divinidad, es ’ilāh–; la hispanización de la palabra árabe Al-lāh es "Alá", se usa tanto este término como el de "Dios" en las traducciones y por los musulmanes hispanohablantes. El DRAE define "Alá" como "nombre que dan a Dios los musulmanes y, en general, quienes hablan árabe".[157] Debe escribirse con mayúscula: "Se escriben con inicial mayúscula las palabras siguientes:... Los nombres de divinidades: Dios, Jehová, Alá, Afrodita, Júpiter, Amón".)[158] Es habitual comenzar los documentos con la basmala (fórmula ritual de invocación: bismi-llāhi r-raḥmāni r-raḥīm –"en el nombre de Dios, el Clemente, el Misericordioso"–). El número de nombres de Dios en el islam es de noventa y nueve (atributos[159] como al-Haqq –la verdad–, al-‘Aleem –el omnisciente–, al-Hakeem –el más sabio–, al-Awwaal y al-Aakhir –el primero y el último, como en la advocación cristiana "alfa y omega"–, al-‘Aliy –el más alto o altísimo–, al-‘Azeem –el todopoderoso–, al-Kabeer –el más grande–).[160]
- Muslim[161] ("el que se somete a Dios" –la palabra castellana es "musulmán"–) e islam ("sumisión[162] a Dios", la religión de los musulmanes; las expresiones castellanas clásicas para denominarla eran "ley de Mahoma", "secta de Mahoma" o "religión de Mahoma", menos frecuentemente con una sola palabra: "mahometismo" -"mahometano" para lo relativo a esa religión, incluyendo al que la profesa-; actualmente el DRAE define "islam" con dos acepciones: sinónimo de "islamismo" [sic] y "conjunto de los hombres y pueblos que siguen esta religión" -dado que define "islamismo" como el "conjunto de dogmas y preceptos morales que constituyen la religión de Mahoma", aunque define "islamista" como "relativo al integrismo musulmán" y "partidario de dicho movimiento"-, debe escribirse con minúscula -"nombres de las religiones, con inicial minúscula"-).[163][164]
- Mu'min[165] ("creyente", el musulmán que tiene completa sumisión a la voluntad de Dios y una fe firme). El musulmán debe ser, ante todo, un abd ("esclavo", "sirviente", "adorador") que "respeta los derechos de Dios": "a Dios hay que tratarlo como Dios".[166]
- Din ("religión", "fe", "una completa forma de vida") y dawla ("Estado" o "dinastía")[16]
- Rasul ("enviado", "mensajero" o "apóstol", especialmente usado para designar a Mahoma, rasūl Allāh -"mensajero de Dios"-; cada vez que se usa su nombre se suele acompañar de la expresión sala Allahu aleihim wa salam -"que la paz y las bendiciones de Dios sean con él"-) y nabi ("profeta", que se utiliza para los demás profetas del islam, entre los que están distintos personajes de la Biblia hebrea -Adán, Noé, Abraham, Ismael, Moisés, etc.-, Juan el Bautista y Jesucristo).
- Arkān al-Islām o arkān al-dīn (los "cinco pilares del islam" o "de la religión-fe-forma de vida", que identifican al musulmán y lo distinguen del que no lo es): shahadah (profesión de fe: lā ʾilāha ʾillā-llāh, muhammadun rasūlu-llāh -"no hay más dios que Alá y Mahoma es su profeta"-, la profesión de fe simplificada es el takbir: Al·lahu-àkbar -"Dios es el más grande"-, el conjunto de lo que un musulmán debe creer es el aqidah[167] -"nudo", equivalente al concepto de "credo"-), salat (صلاة, las cinco oraciones diarias), zakat (obligación de dar limosna), sawm (ayuno y autocontrol en el mes de Ramadán) y hajj (حَجّ, peregrinaje a La Meca, al que solo están obligados los mustati, los que tienen istita'ah[168] -"capacidad" física y riqueza suficiente para realizarlo-).
- Umma (امة, la comunidad de creyentes, entendida a la vez como comunidad religiosa y como comunidad política -"nación del islam"-).
- Watan[169] (أوطان, "patria" o "nación") tiene un uso más laico (al-Watan al-Arabi -"la nación árabe"- era utilizado por el Baaz, y Türk Vatanı -"la nación turca"- en el ámbito nacionalista turco).
- Sunní / chií ("los de la sunna"[69] -"camino derecho" o "tradición"-, sunnitas / "los seguidores [de Alí -primo y yerno de Mahoma-]", chiitas) son las dos principales ramas del islam, enemigas desde la batalla de Kerbala (680), y subdivididas cada una de ellas (los sunnitas en hanafíes, hanbalíes, malikíes, shafíes, etc.; los chiitas en imamíes, alauíes, ismailíes, alevíes, etc.)[170] Una tercera rama es la jariyí ("los que se salen", ibadíes, sufríes, nekkaritas, etc.)
- Murtadd ("apóstata", "renegado", "traidor"), ridda o irtidād ("volver la espalda", apostasía -delito cuya pena es la muerte-; se da cuando se abandona el islam, tanto si es por otra religión -mushrik, "pagano", si se adora a otro que no sea Dios- o para ser ateo -mulhad, mulhid,[171] zindiq ("librepensador"), ilhad ("desviación"),[172] dahriyya, dahri (escuela de pensamiento atea del siglo VIII)[173] -);[174] las ramas principales no consideran musulmanes, sino "apóstatas", a los ahmadíes y a los bahais.
- Ahl al- Kitâb ("gentes del libro", judíos y cristianos); históricamente eran divididos en dos categorías: los que vivían en Dar al-Islam ("la tierra del islam", los países musulmanes) eran dhimmi ("protegidos" y sometidos al pago de impuestos especiales -yizia-), si vivían en Dar al-Harb ("la tierra de la guerra", el resto del mundo) eran harbiyun (suele ser traducido como "infieles"). Posteriormente se crearon categorías intermedias: Dar al-Kufr (el territorio dominado por "heréticos") y Dar al-Suhl (el territorio dominado por infieles con los que se ha de mantener relaciones pacíficas). El término salibi ("cruzado", al-gharb al salibi -"cruzados de Occidente"-) se utiliza de forma denigratoria para referirse a los cristianos, o genéricamente a Occidente, como opresores de los musulmanes[175] (este uso es reciente, de la Edad Contemporánea, en la Edad Media los cruzados eran denominados al-franj -"francos"-).[176] Otro término para referirse a los cristianos es el de nasara ("nazarenos" -en singular nasrani-), como en la expresión coránica kwn hudan aw nasara ("ser judíos o cristianos"),[177] aunque la forma más habitual de referirse a los judíos es yahud (término que también se refiere a los descendientes de Hud).[178] La denominación que los cristianos árabes se dan a sí mismos es la de masihiyyun ("seguidores de Cristo").[179]
- Kafir (en plural kuffar -"infiel", "infieles"-, de kufr -"incredulidad"-, el que no cree en las verdades del islam), takfir[180] (la declaración de alguien como kafir) y takfiri[181] (el que realiza un takfir).[13]
- Munafiq[182] ("hipócrita", el que aparentemente es musulmán pero en realidad es un kafir -"infiel"-, aunque él mismo no lo sepa).
- Bid'ah[56] ("innovación", "herejía").
- Al-fasiqun ("rebelde", "desobediente", "malvado", el mumin -"creyente"- que ha cometido un pecado tan grave -hay pecados graves y leves- que deja de serlo, pero no para ser un takfir -"infiel"-, sino una categoría intermedia, reversible antes de la muerte si se produce el arrepentimiento, según la interpretación suní de la escuela mu'tazili; mientras que las interpretaciones de distintas ramas chiitas y jariyitas o jawaritas -wa'iditas, zaiditas, ibaditas- discrepan en cuanto a la forma en que los pecadores graves dejan de ser creyentes. "El Corán menciona no solamente “pecados e indecencias mayores” [Sura 42:37], sino también ofensas más ligeras [Sura 53:32]. Los pecados pequeños, asume el islam popular, pueden ser expiados por buenas obras tales como dar limosnas y ayunos y oraciones adicionales. Dios nunca le negaría el Paraíso [yanna -el infierno es yahannam-] a un musulmán que haya cometido solamente ofensas menores").[183]
- Haram / halal ("prohibido" / "permitido").
- Taqiyya o kitman (disimular, mentir o incluso renegar de la fe bajo coacción o en circunstancias que lo hacen admisible)
- Tafsir ("interpretación", exégesis del al-qurʕān -el "Corán" o "Alcorán", el libro sagrado del islam, siendo base de su fe creer que recoge de forma inmutable la "recitación" de la palabra de Dios revelada a Mahoma por el arcángel Gabriel-).
- Taqlid[184] / iŷtihad ("imitación" / "reflexión", técnicas sunita y chiita respectivamente, para interpretar jurídicamente los textos fundacionales del islam: el Corán y los aḥādīth -"hadices", dichos y acciones de Mahoma, recopiladas por sus compañeros, de diferente credibilidad-, y transcribirlos en términos de derecho islámico).
- Qurʾāniyyūn ("coranistas",[185] partidarios de no tener en cuenta más que el Corán, y no los hadices).
- Qiyas[186] (proceso de deducción analógica en el que, para resolver una cuestión suscitada por una nueva circunstancia mediante un nass[187] -medida cautelar-, se contrastan las enseñanzas de los hadices con las del Corán).
- Sharía (ley islámica), fuentes de la sharía.[188]
- Fiqh ("profundo entendimiento" o "plena comprensión", la jurisprudencia islámica) y Usul al-fiqh[189] (teoría legal o principios de la jurisprudencia islámica). Para Ibn Jaldún fiqh es el conocimiento de las reglas de Dios que conciernen a las acciones de las personas que, dueñas de sí mismas, han de obedecer la ley respecto a los cinco grados de ahkam[190] ("mandamientos"): lo que es wajib ("requerido", "obligatorio" -también se utiliza la palabra fard-), haraam ("pecaminoso"), mandūb ("recomendado" -también se usa la palabra mustahabb-), makrūh ("detestable", "abominable") o mubah ("neutral", "indiferente" -parcialmente identificado con la categoría halal-).[191]
- Madhab ("doctrina"; entre los sunníes se consideran ortodoxas, y mutuamente aceptadas a pesar de sus diferencias, cuatro madahib o escuelas de interpretación de la jurisprudencia islámica, establecidas desde los siglos VIII y IX: hanafiyya, malikiyya, shafiiyya y hanbaliyya -esta última la considerada más literalista, estricta e intransigente-; entre los chiíes predomina la escuela jafarí,[2] existiendo otras, como la zaidí).
- Fetua o fatwā ("veredicto" o "decisión", pronunciamiento de un muftí para resolver una cuestión de jurisprudencia islámica).
- Yihad (literalmente "esfuerzo" -del creyente contra el mal-, se entiende como "guerra santa" en determinados contextos) y muyahidin (combatiente islámico, el que hace la yihad).
- Ansar ("defensor", "ayudante", denominación que recibió un grupo de los primeros conversos al islam en época de Mahoma, y que se utilizó desde la guerra del Mahdi para grupos islamistas del norte de África).
- Istishhad[192] ("martirio" o "muerte heroica", se vincula a los ataques suicidas), shahid[193] ("mártir") y shaheeda[194] ("mujer suicida" -shajidka es la adaptación en ruso de la palabra árabe-), derivan de shahada (la "profesión de fe").
- Fitna ("división" interna entre musulmanes, guerra civil, anarquía; considerado el mayor de los males, para evitarla se puede aceptar un gobierno injusto como mal menor).
- Asabiya ("solidaridad", unidad grupal; cuando se usa en sentido peyorativo: celo excesivo, chovinismo)[57]
- Fitra[195] ("naturaleza humana" o "instinto"; se denomina al islam "la religión de la fitra", por considerarla la más adecuada a la condición humana, o la que más se ajusta a ella).[57]
- Maslaha[196] ("interés general");[57] algunas escuelas jurídicas (la hanafí, por oposición a la shafií) consideran que en ausencia de una clara guía en los textos sagrados puede ser usada como guía: istislah[197] ("creer conveniente", resolver una cuestión sin respuesta clara en los textos sagrados buscando la maslaha), istihsan[198] ("considerar algo bueno", la preferencia por juicios particulares o interpretaciones personales -iŷtihad-).
- Aadah, adah, ādah, adat, urf ("costumbre"),[199] adab ("comportamiento"), sunna[69] ("camino derecho" -también denomina al conjunto de tradiciones del profeta o hadices-).
- Ma'ruf[200] / Munkar ("el bien", lo que es comúnmente reconocido y aceptado / "el mal", "lo rechazado" o "lo negado" -también es el nombre de uno de los ángeles que cuestionan a las almas de los muertos-). Es muy usada la expresión coránica Amr bil Ma'ruf wa Nahy an al Munkar ("ordenar" o "imponer el bien y prohibir el mal"),[201][202] que es "el deber que tiene todo musulmán con respecto a los demás. El criterio esencial del imam es la justicia que se manifiesta en [ese] hecho..., si no lo hace existe el derecho e incluso el deber de rebelarse contra él. ... Los mu'tazilíes, aunque racionalistas, no eran tolerantes: queriendo poner de acuerdo razón y religión mediante fórmulas rígidas que creían válidas, se volvieron impopulares, máxime cuando su intransigencia les llevó a instaurar la mihna o prueba inquisitorial. Finalmente, ese aparato represivo se volvería contra ellos en... 848, cuando perdieron, después de veinte años de poder y de influencia, el favor del califa Mutawakkil, quien, juntamente con el resurgimiento del sunnismo, los condenaría violentamente..."[203]
- Hisba o hisbah ("cálculo", "verificación",[204] la conformidad integral con las leyes divinas, que lleva a "imponer el bien y prohibir el mal"; con el califa Omar este principio moral que obliga tanto a cada musulmán como a la comunidad de creyentes en su conjunto y al poder político, pasó a denominar a una institución de control en forma de policía de costumbres, que en su vertiente mercantil se concretaba en la función de un inspector denominado muhtasib; actualmente existe en algunos países islámicos una institución de policía religiosa o moral denominada hisbah, mutaween o mutawwi'in[150] y concretamente en Arabia Saudí una denominada haia o Comité para la Promoción de la Virtud y la Prevención del Vicio).[205]
- Ijma ("consenso").
- Islah[64] ("reforma") o nahḍa ("renacimiento" o "despertar") -reformismo islámico o modernismo islámico-;[11] mujaddid[206] ("renovador"). El opuesto es fasad ("corrupción", "degradación").[65] También hay algún uso de aṣ-Ṣaḥwah l-ʾIslāmiyyah o aẗ-ẗajdid l-ʾIslāmiyyah[207] ("despertar islámico" o "revival islámico").
- Wasatiyya[208] ("vía media", "equilibrio", "moderación").[57]
- I'jaz[209] ("incapacidad" de imitar al Corán, o de acceder a alguna de sus más ocultas revelaciones, lo que justifica cualquier aparente contradicción con la ciencia como una incapacidad del creyente-científico y nunca del libro sagrado).[57]
- Muharraf ("distorsión", particularmente la que hacen de la verdad los libros sagrados distintos del Corán).[57]
- Tawhid / Shirk ("unicidad" de Dios -monoteísmo, la principal verdad revelada del islam- / "asociación" de otras entidades con Dios -identificado con el politeísmo, la idolatría y la representación de imágenes-, de lo que se acusa al cristianismo -la Trinidad sería una asociación en el Dios único-; se considera uno de los principales pecados del hombre -pretender equipararse con la condición divina, algo similar al concepto griego de hybris, que en árabe se traduciría como taghut-[210] y, en el pensamiento de Qutb, se identifica con la aceptación de las instituciones occidentales, no musulmanas), mushirk o musirk ("asociador", el que comete shirk).[57]
- Yahiliyya ("ignorancia", tanto la de la época preislámica como aquella en la que se encuentran los que ignoran el islam, aplicado a las sociedades modernas).[57]
- Dawwa ("invitación", proselitismo para la propagación del islam), dai ("apóstol", "propagandista", "misionero"), da'i al-Mutlaq, dai syednas.[211]
- Salaf[55] ("ancestros", "predecesores"- o Salaf as-Salih -"píos predecesores"-, las tres primeras generaciones del islam: la generación de los sahaba -"compañeros" de Mahoma- que fueron regidos por los rashidun[212] -los cuatro primeros califas, llamados "bien guiados"- y las dos siguientes: tabi‘un -"seguidores"- y tabi‘ at-tabi‘in[213] -"seguidores de los seguidores"-); salafi ("salafista", el que pretende seguir la vía de los salaf, sea en la interpretación de los textos sagrados o en sus costumbres).
- Masjid ("lugar de culto" o "postración para el rezo" -la palabra castellana es "mezquita") y madrasa ("lugar de estudio" -la palabra castellana es "madraza"-); daara,[214] zawiya, khanqah; kuttab o maktab;[215] (escuela coránica, donde se aprende a leer y escribir y se memoriza el Corán, el que ha memorizado el Corán es un sayj -tratamiento de respeto que también recibe una persona de edad o un líder religioso,[57] similar al de shaikh -"jeque"- que se da al jefe de una tribu; otros títulos de respeto son hajji o alhaji,[216] que se da a quien ha hecho el hajj o peregrinación a La Meca, sidi, sayyid –"señor", aplicado a los descendientes del profeta–, jerife –"noble"–, sahib –"poseedor"–, janab –"excelencia"–,[217] etc.)
- Sufi o tasawwuf ("pureza", o también "lana", el misticismo islámico); tariqa ("camino", escuela, cofradía u orden sufí), murshid[218] ("guía", líder de una tariqa, que recibe un juramento de lealtad –bay'a–[219] similar al que recibía el califa -también lo recibe el líder de los Hermanos Musulmanes, al que además se llama al-murshid al-amm, "el guía general", de un modo similar a como Mussolini era llamado duce, Hitler führer, Franco caudillo, Ceausescu conducator, o Mao gran timonel-),[57] murid[220] ("el que se encomienda", seguidor de un murshid), salik ("viajero", el que sigue un camino espiritual, pero también físico, el peregrino sufí, que se en su viaje visita las distintas khanqah o ribat –servían tanto de albergue para los salik y los talib o estudiantes (en plural talibán), como de lugar de reunión de una tariqa–), derviche, fakir, morabito, santón. Entre las principales tariqat (plural de tariqa) están la qadiriyya, la tijaniyya (extendida sobre todo por África occidental, fundada en 1782 por Ahmed Tijani,[221] teólogo asharí y jurista malikí), la mevleviyya, la rifaiyya, la naqshbandiyya, la bektashi, la khalwatiyya, la chishtiyya,[222] la suhrawardiyya,[223] etc. El sufismo puede asociarse con muy distintas opciones políticas; mientras que en unos casos se le identifica con un islamismo moderado y tolerante, contrario al salafismo (Marruecos, Siria),[224] en Sudán, desde finales del siglo XIX (mahdiyya o Estado del Mahdi) la escuela jatmiya o mirghaniya viene inspirando movimientos integristas (Ansar).[225]
- Ilm al-Kalam o simplemente kalam ("la ciencia del discurso", la teología islámica), mutakallim ("el que habla", "el hablante", "el que realiza un discurso",[160] el teólogo –diferenciado del jurista, del filósofo o del científico–); entre las escuelas teológicas destacaron la mu'tazili (escuela teológica racionalista -Basora, siglo VIII-, que incluye la escuela bahshamiyya[226]), la ashariyyah (que, reaccionando frente al racionalismo, subordina la filosofía a los dogmas), la maturidi,[227] la murji'ah,[228] la imami,[229] etc. De entre todas ellas, la athari[54] ("textualista", el que rechaza cualquier interpretación teológica –kalam– y exige una lectura "textualista" o literalista de los textos sagrados –al-Athariyya, "el texto"–) se identifica con la escuela jurídica hanbalí. Atharis, maturidis y asharis son las tres escuelas teológicas principales reconocidas en el islam sunita.
- Azhari (lo relativo a al-Azhar –mezquita y madrasa principal de El Cairo–, el principal centro intelectual islámico; es habitual referirse a él como "universidad de al-Azhar" o "universidad de El Cairo"); Gran Imán de al-Azhar (también llamado gran jeque o gran muftí).
- Califa / sultán / emir / malik / rais (títulos religioso-políticos islámicos).
- Imán / muftí / cadí / ulema / alfaquí / mujtahid / ayatola / mulá (títulos religioso-jurídicos islámicos).
- Qisas / diyya / hudud / tazir (penas y castigos propios de distintas contravenciones).
- Términos de economía islámica[230] y jurisprudencia económica islámica)[231] banca islámica, riba[232] ("usura"), zakat ("limosna", obligatoria como impuesto –en castellano "azaque"–), hawala (transferencia informal de fondos).
- Shura[233] ("concertación", "consejo", "asamblea", mecanismo de participación política en la que, según el Corán, deben participar todos los afectados por la decisión que se ha de tomar en ella; es un término de utilización muy ambigua, en la organización de las mezquitas y de múltiples instituciones islámicas de toda naturaleza, incluidas instituciones políticas).
- Mahdi / Masih ad-Dajjal ("el guiado" / el "falso mesías", en la escatología islámica,[234] protagonizan un enfrentamiento apocalíptico, que ocurrirá en el yawm al-qiyamah -"día de la resurrección", equivalente al día del juicio cristiano-).[235]
- Silsila[236] ("cadena", "linaje", traducible, según el contexto, como "genealogía" o incluso como "orden religiosa" -especialmente la "cadena iniciática" en las escuelas sufíes-; la "cadena de autenticidad" es de radical importancia en la determinación de la validez de los hadices).